# Ottawa County (Oklahoma)
Ottawa County ist ein County im Bundesstaat Oklahoma der Vereinigten Staaten. Der Verwaltungssitz (County Seat) ist Miami. Das U.S. Census Bureau hat bei der Volkszählung 2020 eine Einwohnerzahl von 30.285 ermittelt.

## Geographie
Das County liegt im äußersten Nordosten von Oklahoma, grenzt im Norden an Kansas, im Osten an Missouri und hat eine Fläche von 1255 Quadratkilometern, wovon 35 Quadratkilometer Wasserfläche sind. Es grenzt im Uhrzeigersinn an folgende Countys: Cherokee County (Kansas), Newton County (Missouri), McDonald County (Missouri), Delaware County und Craig County.

## Geschichte
Ottawa County wurde am 16. Juli 1907 als Original-County aus Cherokee-Land gebildet. Benannt wurde es nach dem nordamerikanischen Indianervolk der Ottawa.

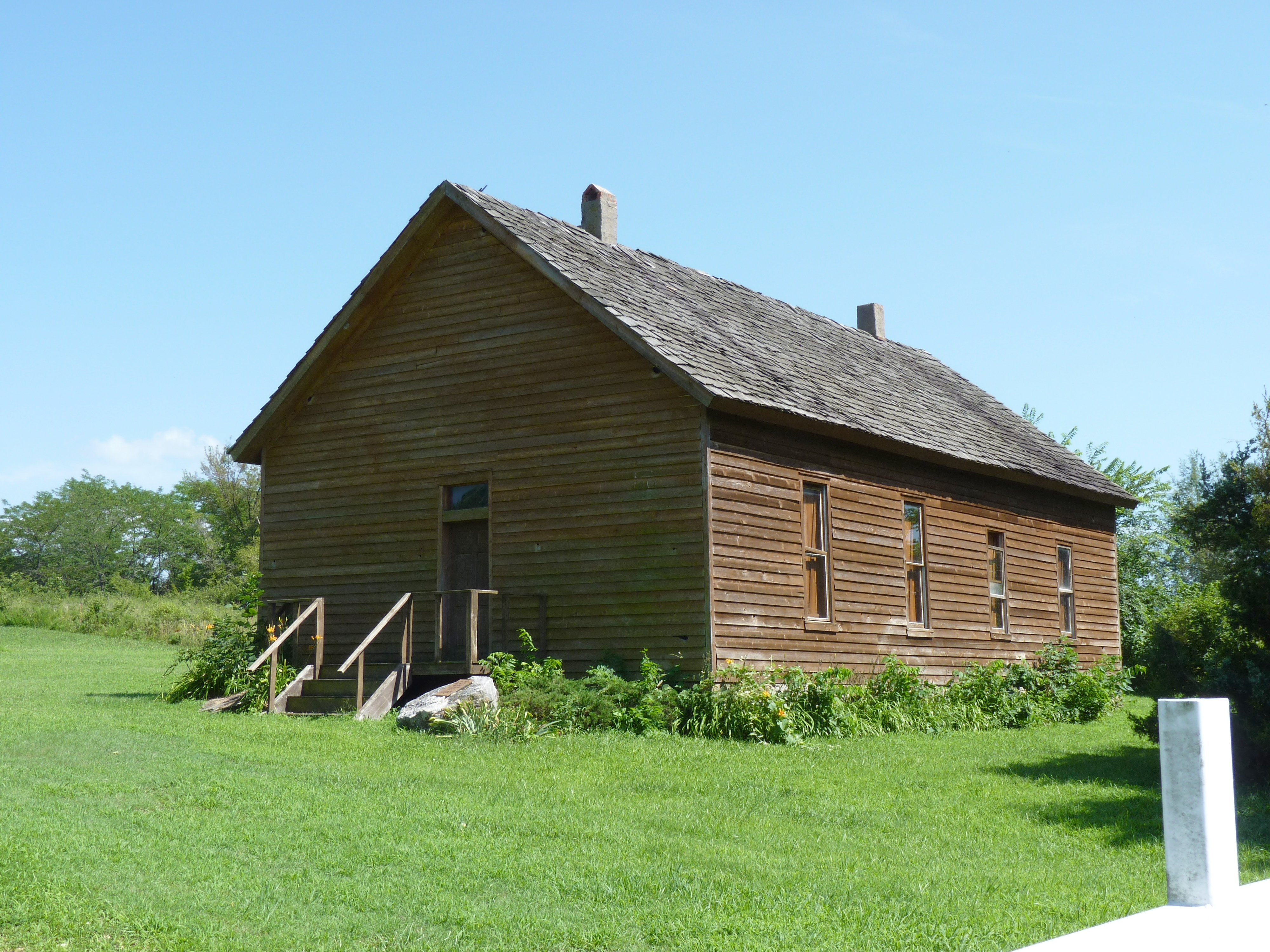
Die Modoc Mission Church and Cemetery ist einer von 17 Einträgen des Countys im NRHP.

17 Bauwerke und Stätten des Countys sind im National Register of Historic Places (NRHP) eingetragen (Stand 5. Juni 2018).

## Demografische Daten

Alterspyramide des Ottawa County

Nach der Volkszählung im Jahr 2000 lebten im Ottawa County 33.194 Menschen in 12.984 Haushalten und 9.114 Familien. Die Bevölkerungsdichte betrug 27 Einwohner pro Quadratkilometer. Ethnisch betrachtet setzte sich die Bevölkerung zusammen aus 74,15 Prozent Weißen, 0,58 Prozent Afroamerikanern, 16,53 Prozent amerikanischen Ureinwohnern, 0,29 Prozent Asiaten, 0,14 Prozent Bewohnern aus dem pazifischen Inselraum und 1,54 Prozent aus anderen ethnischen Gruppen; 6,78 Prozent stammten von zwei oder mehr Ethnien ab. 3,20 Prozent der Bevölkerung waren spanischer oder lateinamerikanischer Abstammung.
Von den 12.984 Haushalten hatten 30,9 Prozent Kinder unter 18 Jahre, die im Haushalt lebten. 55,6 Prozent waren verheiratete, zusammenlebende Paare, 10,7 Prozent waren allein erziehende Mütter. 29,8 Prozent waren keine Familien, 26,6 Prozent waren Singlehaushalte und in 13,6 Prozent der Haushalte lebten Menschen im Alter von 65 Jahren oder darüber. Die durchschnittliche Haushaltsgröße betrug 2,48 und die durchschnittliche Familiengröße betrug 2,98 Personen.
25,7 Prozent der Bevölkerung waren unter 18 Jahre alt, 9,7 Prozent zwischen 18 und 24, 24,8 Prozent zwischen 25 und 44, 22,9 Prozent zwischen 45 und 64 und 16,9 Prozent waren 65 Jahre oder älter. Das Durchschnittsalter betrug 37 Jahre. Auf 100 weibliche Personen kamen 94,3 männliche Personen. Auf 100 Frauen im Alter von 18 Jahren oder darüber kamen 90,1 Männer.
Das jährliche Durchschnittseinkommen eines Haushalts betrug 27.507 USD und das durchschnittliche Einkommen einer Familie betrug 32.368 USD. Männer hatten ein durchschnittliches Einkommen von 25.725 USD gegenüber den Frauen mit 18.879 USD. Das Prokopfeinkommen betrug 14.478 USD. 13,0 Prozent der Familien und 16,6 Prozent der Bevölkerung lebten unterhalb der Armutsgrenze.